# ماتياس هن
ماتياس هن (بالألمانية: Matthias Henn)‏ (28 أبريل 1985 ببيركنفلد في ألمانيا - ) هو لاعب كرة قدم ألماني في مركز الدفاع. لعب مع آينتراخت براونشفايغ ونادي كايزرسلاوترن وهانزا روستوك و1. FC Kaiserslautern II ‏ وEintracht Braunschweig II ‏.

## وصلات خارجية
- ماتياس هاين على موقع قاعدة بيانات كرة القدم.إي يو (الإنجليزية)
- ماتياس هاين على موقع بيانات كرة القدم. دي إي (الألمانية)
- ماتياس هاين على موقع Soccerway.com (الإنجليزية)
- ماتياس هاين على موقع عالم كرة القدم.نت (الإنجليزية)
- ماتياس هاين على موقع AS.com (الإسبانية)